# Redcar and Cleveland
Pour les articles homonymes, voir Redcar.
Redcar and Cleveland (littéralement, « Redcar-et-Cleveland ») est un territoire relevant d’une autorité locale unique situé dans le Nord de l'Angleterre, dans le comté cérémonial de Yorkshire du Nord. Depuis 2016, elle fait partie de l'autorité combinée de la vallée de la Tees.

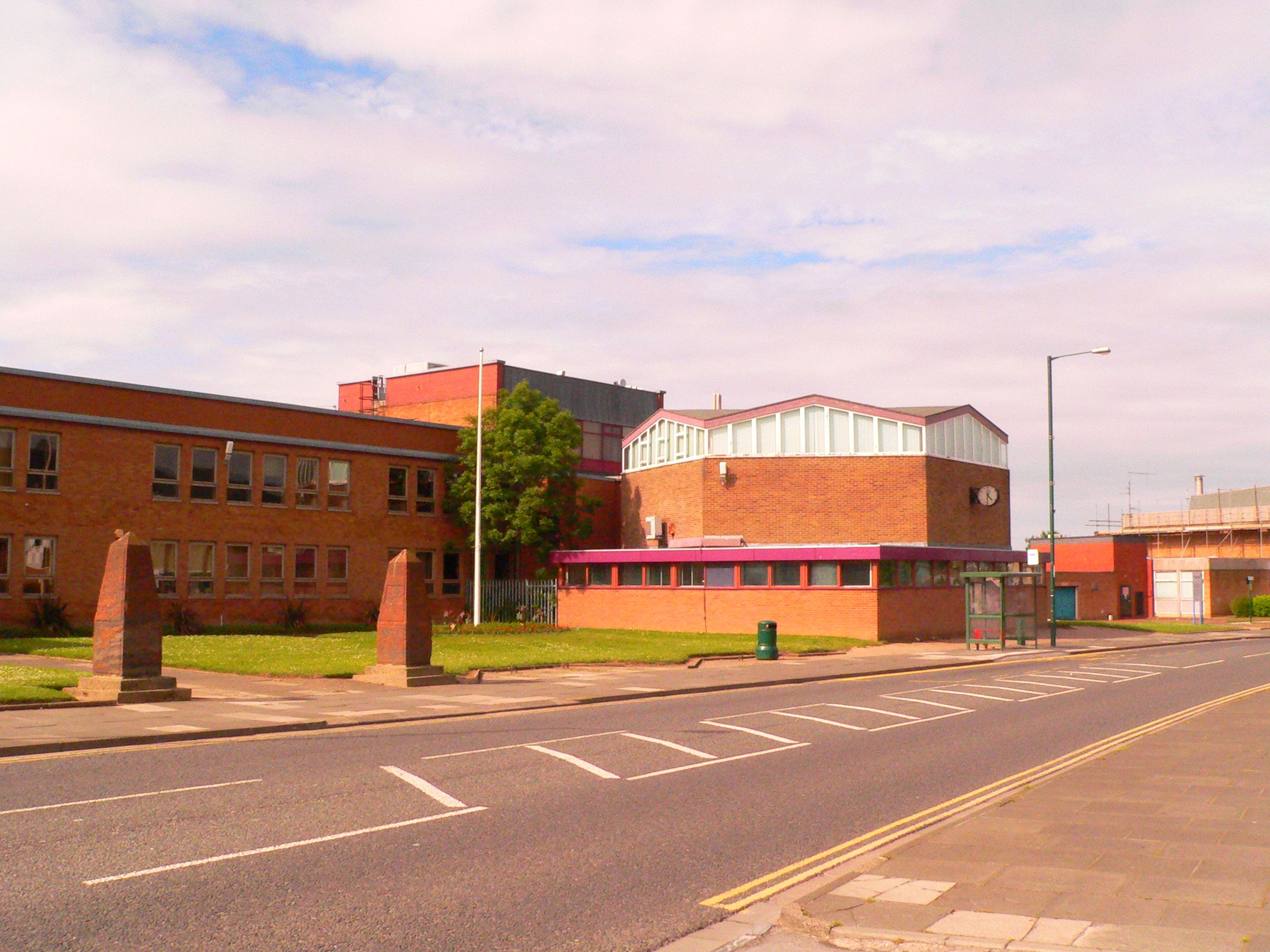
Town Hall